# Unió Internacional de Ciències Geològiques
La Unió Internacional de Ciències Geològiques (International Union of Geological Sciences, IUGS) és una organització internacional no governamental dedicada a la cooperació internacional en el camp de la geologia.

## L'organització
La IUGS va ser fundada el 1961 i és membre del Consell Internacional per a la Ciència (International Council for Science ICSU). Actualment hi ha representats geòlegs de 117 estats a través d'organitzacions nacionals i regionals.
La IUGS promou i encoratja l'estudi de problemes geològics, especialment els de rellevància mundial, i dona suport i facilita la cooperació internacional i interdisciplinària en les ciències de la terra.
El secretariat de la Unió actualment es troba a Pequín, Xina, a l'Acadèmia Xinesa de les Ciències des de l'1 de desembre de 2012.